# Edingthorpe
Edingthorpe är en by i civil parish Bacton, i distriktet North Norfolk, i grevskapet Norfolk i England. Byn är belägen 5 km från North Walsham. Edingthorpe var en civil parish fram till 1935 när blev den en del av Bacton. Civil parish hade 213 invånare år 1931.